# タンジェント数
タンジェント数（タンジェントすう、英: tangent number）とは、正接関数 {\displaystyle \tan z} を母関数とする数列、もしくはそれに属する個々の数のことである。すなわち、以下のテイラー展開で定義される整数列 {\displaystyle T_{k}} として定義される。
{\displaystyle \operatorname {tan} \,z=\sum _{k=0}^{\infty }{\frac {T_{k}}{k!}}z^{k}}
タンジェント数はすべて整数である。 しかも、偶数項はすべて0、奇数項は T1 = 1, T3 = 2, T5 = 16, …と続く。 ゼロでない要素のみをタンジェント数と呼ぶこともある。 ゼロでない項を抽出すると次のようになる。
1, 2, 16, 272, 7936, 353792, 22368256, 1903757312, 209865342976, …（オンライン整数列大辞典の数列 A000182）
タンジェント数がゼロとなる位置にセカント数 (オイラー数 参照) を挿入してつくった数列は、組合せ数学において、交代順列の組合せの数を与える。

## ベルヌーイ数との関係
タンジェント数は、ベルヌーイ数を用いて次のように書くことができる。
{\displaystyle T_{2k-1}={\frac {(-1)^{k}\,(2^{2k}-4^{2k})\,B_{2k}}{2k}},\quad T_{2k}=0.}
この関係式に示すように、タンジェント数の偶数項は必ずゼロになる。 この関係式を得る導出過程で、タンジェント数の偶数項には、ベルヌーイ数の第3項以降の奇数項が含まれている。 しかも、タンジェント数の偶数項は、正接関数の変数が実数である条件に対して、虚数項を生成するため、正接関数が実関数である要請からタンジェント数の偶数項はゼロでなければならない。 その要請が、ベルヌーイ数の第3項以降の奇数項が必ずゼロとなる証明にもなっている。
ベルヌーイ数の漸近的性質から、以下に示すタンジェント数の漸近的性質が導かれる。
{\displaystyle T_{2k-1}\simeq {\frac {(2k)!}{k}}\left({\frac {2}{\pi }}\right)^{\!2k+1}}
この漸近的性質から、正接関数 {\displaystyle \tan z}のテイラー展開が {\displaystyle |z|<\pi /2} を収束半径とすることがわかる。

## セカント数との関係
タンジェント数はセカント数 (オイラー数 参照) と密接な関係がある。次のように正接関数と正割関数の和のテイラー展開:
{\displaystyle \tan z+\sec z=\sum _{k=0}^{\infty }{\frac {{\hat {T}}_{k}}{k!}}z^{k}}
の展開級数 {\displaystyle {\hat {T}}_{k}} を考える。この展開係数はセカント数とタンジェント数の和、すなわち、{\displaystyle {\hat {T}}_{k}={\hat {E}}_{k}+T_{k}} である。 セカント数のすべての奇数項がゼロ、タンジェント数のすべての偶数項がゼロであるので、展開係数 {\displaystyle {\hat {T}}_{k}} は、偶数項がセカント数 {\displaystyle {\hat {E}}_{k}}、奇数項がタンジェント数 {\displaystyle T_{k}} であると解釈してもよい。 なお、セカント数は、オイラー数で説明しているように、{\displaystyle {\hat {E}}_{2k}=(-1)^{k}E_{2k}} にてオイラー数を符号補正した数列である。 また、タンジェント数もセカント数も、ともに正の整数である。
タンジェント数とセカント数を組み合わせた数列 {\displaystyle {\hat {T}}_{n}} は次の漸化式で計算することができる。
{\displaystyle {\hat {T}}_{0}=1,\quad 2{\hat {T}}_{n+1}=\sum _{j=0}^{n}{n \choose k}{\hat {T}}_{k}{\hat {T}}_{n-k}}
数列{\displaystyle {\hat {T}}_{n}} は、Entringer 数 と呼ばれる 2 階の数列 {\displaystyle E_{nk}} を用いると、加算のみでの算出が可能である。 Entringer 数は次の漸化式によって計算できる。
{\displaystyle E_{11}=1,\quad E_{nk}=E_{n,k-1}+E_{n-1,n-k+1}.}
この漸化式にしたがうと、下表のように Entringer 数が計算できる。 表の作成手順は、1つ前の行を右から読みながら累積加算した値を左から順に書いていく。 表の対角成分には、1つ前の行の成分の総和が記載されることになる。
| n ＼ k | 1 | 2  | 3   | 4   | 5   | 6   | 7   | 8   |
| ------ | - | -- | --- | --- | --- | --- | --- | --- |
| 1      | 1 |    |     |     |     |     |     |     |
| 2      | 0 | 1  |     |     |     |     |     |     |
| 3      | 0 | 1  | 1   |     |     |     |     |     |
| 4      | 0 | 1  | 2   | 2   |     |     |     |     |
| 5      | 0 | 2  | 4   | 5   | 5   |     |     |     |
| 6      | 0 | 5  | 10  | 14  | 16  | 16  |     |     |
| 7      | 0 | 16 | 32  | 46  | 56  | 61  | 61  |     |
| 8      | 0 | 61 | 122 | 178 | 224 | 256 | 272 | 272 |

この表において数列 {\displaystyle {\hat {T}}_{n}} は、
{\displaystyle {\hat {T}}_{n}=\sum _{k=1}^{n}E_{nk}=E_{n+1,n+1}}
で与えられる。つまり、表の対角成分にセカント数とタンジェント数が並んでいる。 この方法は乗算を使用せず加算のみでセカント数 (オイラー数) とタンジェント数を計算できる利点がある。 さらに、タンジェント数とベルヌーイ数の関係を用いれば、この方法はベルヌーイ数の算出にも利用できる。
タンジェント数とセカント数の比率は、以下の関係において円周率に収束する。
{\displaystyle \lim _{n\rightarrow \infty }{\frac {4n\,T_{2n-1}}{{\hat {E}}_{2n}}}=\pi }
実際に比率を計算すると下表のようになる。
| n | T[2n−1]         | E[2n]             | 4nT/E      |
| - | --------------- | ----------------- | ---------- |
| 1 | 1               | 1                 | 4.00000000 |
| 2 | 2               | 5                 | 3.20000000 |
| 3 | 16              | 61                | 3.14754098 |
| 4 | 272             | 1 385             | 3.14223867 |
| 5 | 7 936           | 50 521            | 3.14166386 |
| 6 | 353 792         | 2 702 765         | 3.14160054 |
| 7 | 22 368 256      | 199 360 981       | 3.14159353 |
| 8 | 1 903 757 312   | 19 391 512 145    | 3.14159129 |
| 9 | 209 865 342 976 | 2 404 879 675 441 | 3.14159266 |

## 組み合わせ数学における意味
タンジェント数とセカント数を交互に並べた数列 {\displaystyle {\hat {T}}_{k}} は、組み合わせ数学において、交代順列の込み合わせの数を与える。 交代順列とは、互いに異なる数値が与えられたとき、奇数番目が偶数番目より大きくなるように (先頭からたどると、大小関係が交互に切り替わるように) 並べた順列である。 さらに、先頭は2番目の値より大きいことも条件とする。 たとえば、1, 2, 3, 4 から交代順列を構成すると,
{\displaystyle {\begin{array}{lll}{}[2,1,4,3],&[3,1,4,2],&[3,2,4,1]\\{}[4,1,3,2],&[4,2,3,1]\end{array}}}
の5通りが可能である。 構成する数値が {\displaystyle n} 個の場合、可能な交代順列の組み合わせは {\displaystyle {\hat {T}}_{n}} 通りとなる。
さらに、加算のみによってタンジェント数とセカント数を算出するための表に現れる要素 {\displaystyle E_{nk}} は、自然数 {\displaystyle 1,2,\ldots ,n} で構成され、しかも、先頭が {\displaystyle k} である交代順列の組み合せの数を与える。